# El Guapo Stuntteam
El Guapo Stuntteam was een Belgische hardrockband uit Hasselt, Limburg.

## Bandleden
- Christophe Dexters - zang, gitaar
- Cedric Maes - Zang, gitaar
- Jethro Volders - gitaar
- Michel Truyens - bas
- Micha Volders - drums
- Christophe Vaes - bluesharp

## Biografie

### Captain Catastrophy
Christian Maes ("Captain Catastrophy") steekt zich tijdens sommige optredens van El Guapo Stuntteam in brand. Dit doet hij door eerst een beschermend pak aan te trekken, zichzelf te overgieten met benzine en zichzelf vervolgens aan te steken. Als Captain Catastrophy was hij ook reeds te zien met bands zoals The Dwarves, The Datsuns en Johnny Casino's Easy Action.
De inspiratie voor "Captain Catastrophy" heeft hij naar eigen zeggen uit obscure Australische stunt films zoals Danger Freaks en Amerikaanse horror zoals The Texas Chainsaw Massacre gehaald. Zijn befaamde stunt met de brandende tafels mocht hij in bruikleen nemen van bevriende collega Jeff Clayton bekend van de amerikaanse punk band Antiseen en The Murder Junkies.
Sinds 2012 is Christian als "The Captain" het gezicht van het muziekprogramma "The Captain's Lounge" op ACHT. In het programma ontvangt hij nationale en internationale artiesten zoals The Eagles of Death Metal, Neneh Cherry, Kyle Gass en talloze anderen voor een intieme akoestische set. Vaak terwijl de bands in de kleine caravan hun ding doen haalt de Captain op het parkeerterrein stunts uit tot groot ongenoegen van zijn manager Johnny Kruger gespeeld door de onlangs overleden acteur Ted Fletcher (bekend van o.a. Het Eiland).

### Geschiedenis
In 1995 besloten Erik Willmots en Cedric Maes om samen met Micha en zijn broer Jethro een hardrockband op te richten. Nadat ze hun eerste nummers schreven, kregen zij hun eerste show in De Sjofaasj te Tongeren. De band was in die periode een wilde mix van Garage Rock en Blues Rock, met een vleugje Hard Rock die deed denken aan bands als MC5, The Who en Guns 'n Roses. Net als Lightning Beatman traden ze af en toe gemaskerd op in onder andere Lucha Libre outfits. Captain Catastrophy & Miss suzy Q (Vuurspuwen & Dans) namen de stuntshow voor hun rekening.
De band maakte naam in de Europese Rock-'n-Roll-undergroundscene en toerde door België, Duitsland, Nederland, Denemarken, Oostenrijk en Zwitserland. Hun succes groeide en al snel stonden ze in de voorprogramma's van hun idolen, zoals The Monsters. Na het overlijden van hun eerste manager Bjorn Detlef kregen ze een platencontract bij Duitse Sounds Of Subterrania.
In 1999 verscheen hun debuutalbum El Guapo Stuntteam. Dit debuutalbum, vol met pure garagerock, was een succes en El Guapo Stuntteam trad op met bands zoals Gwar, The make up en Turbonegro.
In 2001 brachten ze hun tweede album Year Of the Panther uit.
Na een conflict met hun manager gaf El Guapo Stuntteam  hun platenmaatschappij (Sounds Of Subterrania) geen toestemming meer om hun albums uit te brengen. In 2003 ging de band onder contract bij Suburban Records. In 2004 verscheen het album Battles Across The Stereo Spectrum album met hardrocknummers die doen denken aan bands als Iron Maiden.
In 2007 kwam het vierde album van El Guapo Stuntteam uit, dat Accusation Blues heet. Er kwam een videoclip voor het nummer "Back From The Grave" waarmee Toon Aerts de eerste prijs behaalde in de categorie videoclips op het Leuven Kort festival. In oktober, november en december draaiden er twee reclamespots op alle Vlaamse zenders van King of Cash, een krasspel van de Nationale Loterij. De achtergrondmuziek van deze spots was van El Guapo Stuntteam. Beide spots zijn ook geregisseerd door Toon Aerts.
In 2008 trad de band op bij Humo's Pop Poll in het Antwerps Sportpaleis en hun video "Back from the Grave" was een favoriet op het Londense BUG Video clip festival. In april deden ze nog enkele zalen in de Benelux aan als voorprogramma van Danko Jones en verzorgden het voorprogramma van Deep Purple op het prestigieuze Montreux Jazz Festival. In het najaar van 2008 was de band te zien als opener voor The Datsuns in België en Nederland.
Begin 2009 maakte de band bekend dat ze een punt zette achter hun carrière met El Guapo Stuntteam. Elk van de bandleden volgde zijn eigen weg met een eigen band of solo act.
Op 27 maart 2009 nam het afscheidsconcert plaats in de Muziekodroom te Hasselt waar de bands We're Wolves, Bearwolf en Peter Pan Speedrock voor hen de avond openden. Dit optreden was gelijktijdig een benefiet voor het platenlabel Voodoo Rhythm dat in financiële moeilijkheden geraakte. Het concert is volledig opgenomen en verscheen later in 2009 op DVD met andere beelden vanuit hun 14-jarig bestaan. Tijdens het optreden waren de eerste exemplaren van nieuwe album El Guapo Stuntteam verkrijgbaar, welk beperkt was met een uitgave van 1.000 exemplaren.
Op 2 december 2011 speelde de band nog één reünie-show in de club Hafenklang in Hamburg (D). Op het door Gregor Samsa van Sounds of Subterrania georganiseerde feest speelden verder onder meer The Monsters, Stilettos en Low Fat Orchestra. De succesvolle comeback-show heeft de band echter niet verleid om gezamenlijk de wapenen weer op te nemen.

## Discografie
- Soul Style (demo, 1997)
- El Guapo Stuntteam (1999)
- Year Of The Panther (2001)
- Battles Across The Stereo Spectrum (2004)
- Accusation Blues (2007)
- El Guapo Stuntteam (2009)

## Trivia
- Opvallend aan El Guapo Stuntteam was dat ze drie gitaristen hebben, terwijl veel hardrockbands maar twee, of soms slechts één gitarist hebben.
- Hoewel El Guapo Stuntteam al van 1995 bestond, is de line-up van de band niet altijd ongewijzigd gebleven.
- El Guapo Stuntteam toerde reeds in 1999 voor het eerst met The Monsters uit Zwitserland.
- Stuntman Christian Maes is een fanatieke verzamelaar van films en memorabilia. Hij organiseert film festivals in Hasselt en is sinds 2007 te zien als presentator van het [BIFFF] journaal op Prime Action.
- Drummer Micha Volders staat ook bekend als "Pig Snoot" en levert onder andere werk voor het Amerikaanse bedrijf [Coffin Case].
- Voor de clip "Back From The Grave" kregen ze onder andere tips van [Tom Savini] bekend van o.a. Dawn Of The Dead, From Dusk Till Dawn en Grindhouse. Olivier de Laveleye (Zaak Alzheimer) voerde de effecten uit op de set.
- Captain Catastrophy mocht zijn act niet uitvoeren op het Montreux Jazz Festival. In 1971 brak er een hevige brand uit tijdens een optreden van Frank Zappa, sindsdien zijn vuuracts uit den boze. Het nummer Smoke on the Water van Deep Purple verwijst naar de brand. El Guapo Stuntteam opende voor hen op het festival.
- Verschillende leden van de band werken ondertussen al aan nieuwe projecten. Micha Volders heeft samen met zijn vriendin Lotte Vanhamel The Vermin Twins opgericht. Ze worden live vaak bijgestaan door Christophe Dexters en Tim Vanhamel. Cedric Maes speelt ondertussen in The Sore Losers. Jethro Volders speelt samen met Christophe Dexters in The Rott Childs. Christian Maes, de man achter de Captain, was onlangs nog te zien in de Amerikaanse muziekdocumentaire 'I'm gonna do it untill the day I die'.
- De naam van de band werd in 2008 gebruikt als hint naar de mol in het populaire televisieprogramma Wie is de Mol?. De mol van dit jaar, Dennis Weening, had een pet van deze band op. Aangezien de laatste letters van de band (El Guapo Stuntteam) achterstevoren het woord 'mol' spellen, kon men hieruit uitmaken dat Dennis de mol was.